# Battaglia di Valmy
La battaglia di Valmy (20 settembre 1792) fu la prima importante vittoria della Francia rivoluzionaria nella guerra contro la Prima coalizione. Più che di un successo strategico o tattico, la battaglia rappresenta un punto di svolta per il morale delle truppe repubblicane, che per la prima volta riuscirono ad agire in ordine contro un esercito nemico.

## Antefatti
La Francia aveva dichiarato guerra all'Austria il 20 aprile 1792; poco dopo anche la Prussia si unì all'Austria per combattere la Rivoluzione francese, e il 18 agosto dello stesso anno si formò un esercito composto da truppe della Prussia, dell'Assia, dell'Austria ed un gruppo di émigré al comando del feldmaresciallo prussiano, il duca Carlo Guglielmo Ferdinando di Brunswick-Wolfenbüttel. Si trattava di un'armata poderosa che contava circa 150000 regolari più 20000 volontari francesi raccolti fra i monarchici emigrati a seguito degli eventi rivoluzionari. L'armata si dispose su un larghissimo fronte che andava da Dunkerque fino alle Alpi svizzere.
Dopo che il generale austriaco Carlo Giuseppe conte di Clerfait ebbe interrotto le linee di comunicazione francesi fra Longwy e Montmédy, il 2 settembre le truppe alleate, 80000 uomini al comando dello stesso Brunswick, s'impadronirono della città di Verdun «in nome del Re di Francia». Il Re di Prussia ordinò quindi a Brunswick di marciare direttamente su Parigi. A seguito di queste sconfitte, i comandanti delle tre armate francesi che fronteggiavano gli alleati, Rochambeau, La Fayette e Luckner, furono richiamati dalla Convenzione e le armate ripartite fra i generali Dumouriez e Kellermann.

## Preliminari
Il generale Dumouriez, che stava combattendo al comando dell'Armata del Nord nella zona di Valenciennes nel tentativo di occupare il Belgio, trasferì rapidamente le sue truppe nelle Argonne a sbarrare al nemico la strada di Parigi, intimando a Kellermann di raggiungerlo da Metz. Kellermann giunse lentamente, quando ormai l'esercito alleato aveva sfondato la parte settentrionale della linea di difesa. Dumouriez cambiò allora fronte per disporsi all'attacco da nord, l'ala sinistra dello schieramento verso Châlons-sur-Marne e la destra nelle Argonne ove, nei pressi di Sainte-Menehould, Kellermann si unì allo schieramento. Dumouriez dispose lo schieramento fra i due corsi d'acqua Auve e Brionne, l'Auve alle spalle. Kellermann corse a segnalare al comandante in capo la pericolosità della posizione e lo convinse a far arretrare le truppe riattraversando l'Auve ma il nuovo piano non poté più essere attuato: gli alleati attaccarono.

## Battaglia

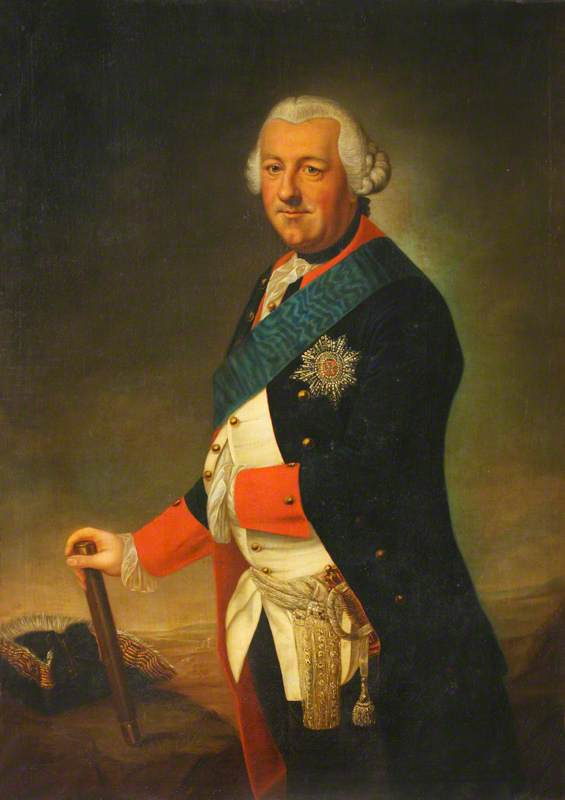
Duca di Brunswick

Il 20 settembre, alle sei del mattino, senza avere un'idea esatta di ciò che stava accadendo nell'esercito francese, l'avanguardia alleata marciava da destra verso la Somme-Hionue. La nebbia era così fitta che non si riusciva a vedere a più di venticinque passi di distanza. Il duca di Brunswick guidava questa avanguardia. Aveva appena percorso mezza lega quando incontrò la cavalleria francese, appoggiata dall'artiglieria. Queste truppe, dopo una leggera scaramuccia, si ritirarono: l'avanguardia arrivò finalmente sulla strada che porta da Sainte-Mene a Châlons. L'esercito lo seguiva in fila e da destra. Diminuita la nebbia, furono avvistate delle truppe sull'altura di Gizaucourt. Il re ordinò loro di formarsi in battaglia.
Dumouriez, convinto che non fosse più il momento di far prendere a Kellermaun la posizione di Gizaucourt, che gli aveva indicato per primo, vi fece marciare immediatamente il generale Chazot, con 9 battaglioni e 8 squadroni; ma questo rinforzo è arrivato dopo i fatti. Kellermann, informato che la sua avanguardia era impegnata, la fece affiancare dalla sua riserva composta da fucilieri, alcuni squadroni di dragoni e 4 battaglioni di granatieri, agli ordini di Valence. Questo generale si schierò davanti a Gizaucourt, su un'unica linea, mascherando così tutto il vuoto lasciato da Kellermann e che Chazot avrebbe dovuto occupare. Questo formava le sue linee sulle alture: la destra all'altezza del villaggio di Valmy, la sinistra che si estendeva verso l'Auve. Stengel fu distaccato sulla costa di Yron, per coprire la destra. Beurnonville, per sostenerlo, si pose nelle retrovie con 16 battaglioni, disposti in colonna. Leveneur, con 12 battaglioni e 16 squadroni, si diresse via Berieux verso Virginy, per svoltare lui stesso la sinistra del nemico.

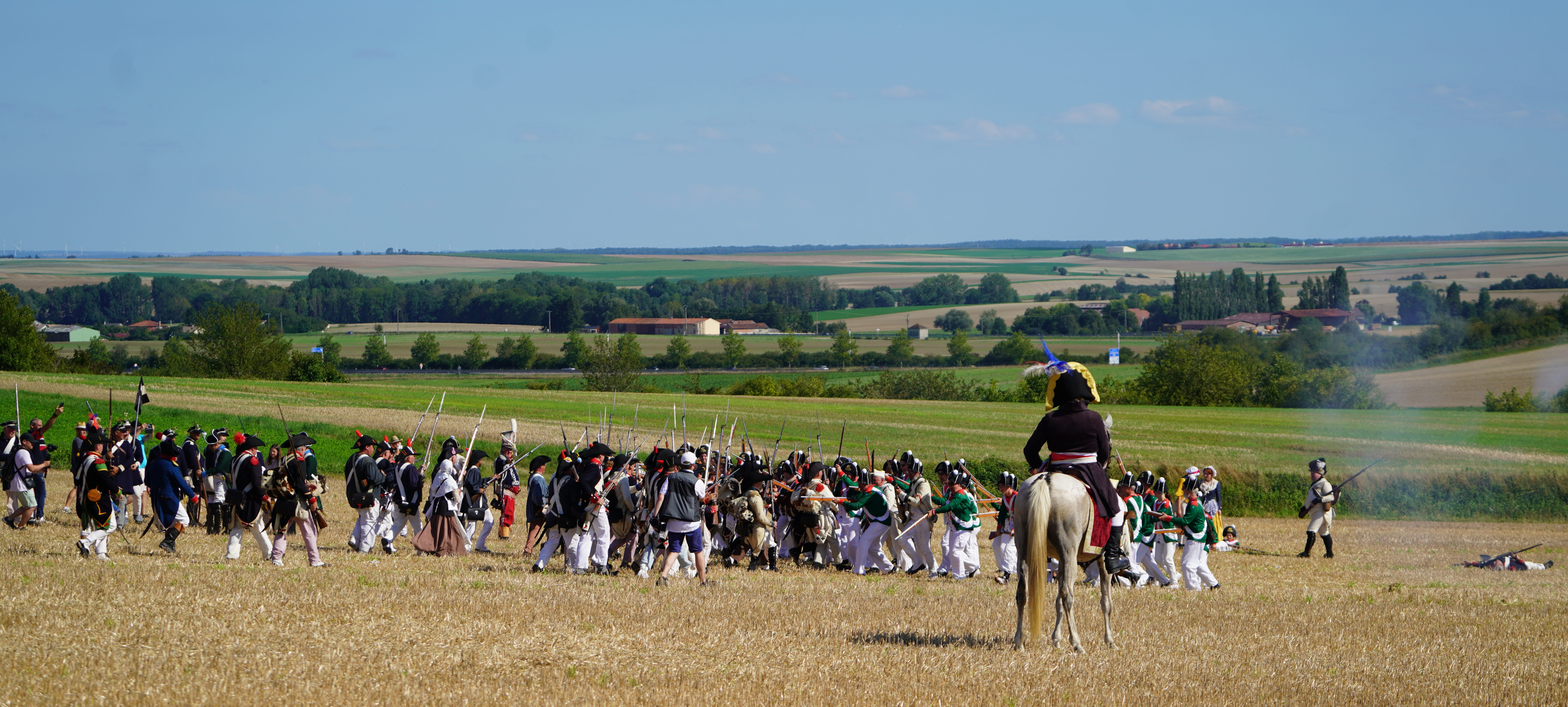
Ricostruzione della battaglia di Valmy nel 231º anniversario

Alle dieci, dissipatasi la nebbia, l'esercito prussiano scoprì finalmente la posizione dei francesi: si vide la loro cavalleria muoversi dietro Gizaucourt, e diversi battaglioni dietro il mulino Valmy, che Kellermaun aveva guarnito con una numerosa artiglieria. Quando le due linee dell'esercito furono arrivate nelle vicinanze di Garenne-Mesnieu, l'avanguardia aveva già organizzato i suoi tre attacchi in scaglioni. Il primo era composto da 2 battaglioni; il secondo, di 9. Dietro a questi, a destra, si trovavano altri 4 battaglioni a scaglioni: a sinistra, 2 reggimenti di dragoni ne coprivano i fianchi. L'esercito era formato su due linee, a una certa distanza. Tre batterie da 6, marciarono con l'avanguardia, per conquistare le alture di Gizaucourt e di la Lune. Il cannoneggiamento cominciò con vivacità.
Due proiettili colpirono due cassoni di munizioni vicino alla postazione di Valmy, facendoli esplodere e provocando un grande disordine nell'esercito di Kellermann: un movimento retrogrado della prima linea aumentò ulteriormente la confusione, e rese il momento critico. Erano le undici. La riserva d'artiglieria a cavallo, posta dal generale d'Aboville, ripristinò il fuoco e la prima riga riprese la sua posizione. Allo stesso tempo, le colonne prussiane si spostarono sulle alture di Valmy. L'attacco di sinistra era diretto verso il villaggio, quello al centro, sul mulino, quello di destra era parecchi passi più indietro, seguendo il movimento progressivo del primo, con la precisione che caratterizzava i movimenti della loro fanteria. Kellermann ordinò al suo esercito di formare colonne per battaglioni; attendere che il nemico cominciasse a salire in quota, e attaccarlo con la baionetta: rispondevano lungo tutta la linea al grido di “vive la nation!”. Questo entusiasmo confermò l'opinione del duca di Brunswick secondo cui l'esito della battaglia sarebbe stato dubbio. Il generale, vedendo il buon aspetto dell'esercito nemico e la posizione vantaggiosa che occupava, andò dal re e lo esortò a non combattere. Era convinto che, raggiunta la strada di Chàlons e le alture di Gizaucourt e di la Lune, avrebbe costretto il nemico ad abbandonare le loro posizioni. Ordinò quindi alle colonne di ritirarsi, cosa che avvenne con il massimo ordine.

## Conseguenze
Elementi determinanti nella vittoria francese furono la miglior preparazione dell'artiglieria transalpina, ristrutturata e rimodernata ancora prima della rivoluzione dal generale Gribeauval, lo slancio ed il coraggio imprevisti delle truppe di Kellermann ed i problemi di stanchezza e di debilitazione delle truppe di Brunswick, a causa della dissenteria provocata dalla cattiva alimentazione dovuta a sua volta a difficoltà nell'approvvigionamento alimentare.
Molto basse le perdite di vite umane, con un confronto per altro favorevole agli alleati: 300 morti fra i francesi contro 184 fra i prussiani. Dumouriez non volle approfittare della situazione per inseguire il nemico, temendo che le sue truppe, piuttosto indisciplinate, non lo seguissero e preferì iniziare dei negoziati con Federico Guglielmo II di Prussia per cercare di staccarlo dall'alleata Austria ed il re prussiano accettò di trattare prendendo tempo; queste trattative costeranno care a Dumouriez, poiché gli verranno rinfacciate dal Comitato di Salute pubblica dopo la sconfitta di Neerwinden come un tentativo di tradimento. D'altro canto in agosto Federico Guglielmo II di Prussia aveva concluso un accordo segreto con la Russia, alle spalle dell'Austria, per la spartizione della Polonia, problema che gli stava a cuore assai più che la difesa dei diritti della monarchia francese e che richiedeva il rientro in patria delle truppe della coalizione. In definitiva, Valmy fece definitivamente «entrare in geografia» la nuova Francia, quella nata dalla Rivoluzione e dalle ceneri dell'Ancien Régime: con la battaglia del 1792, «finì il vecchio mondo ed iniziò una nuova era», come ebbe a dire il poeta tedesco Goethe, che fu fisicamente presente all'evento tra le file prussiane.
Il giorno seguente, il 21 settembre, la Convenzione nazionale abolì la monarchia, dando inizio alla repubblica, sebbene questa venne ufficialmente proclamata solo il 25 settembre.

### Impatto psicologico

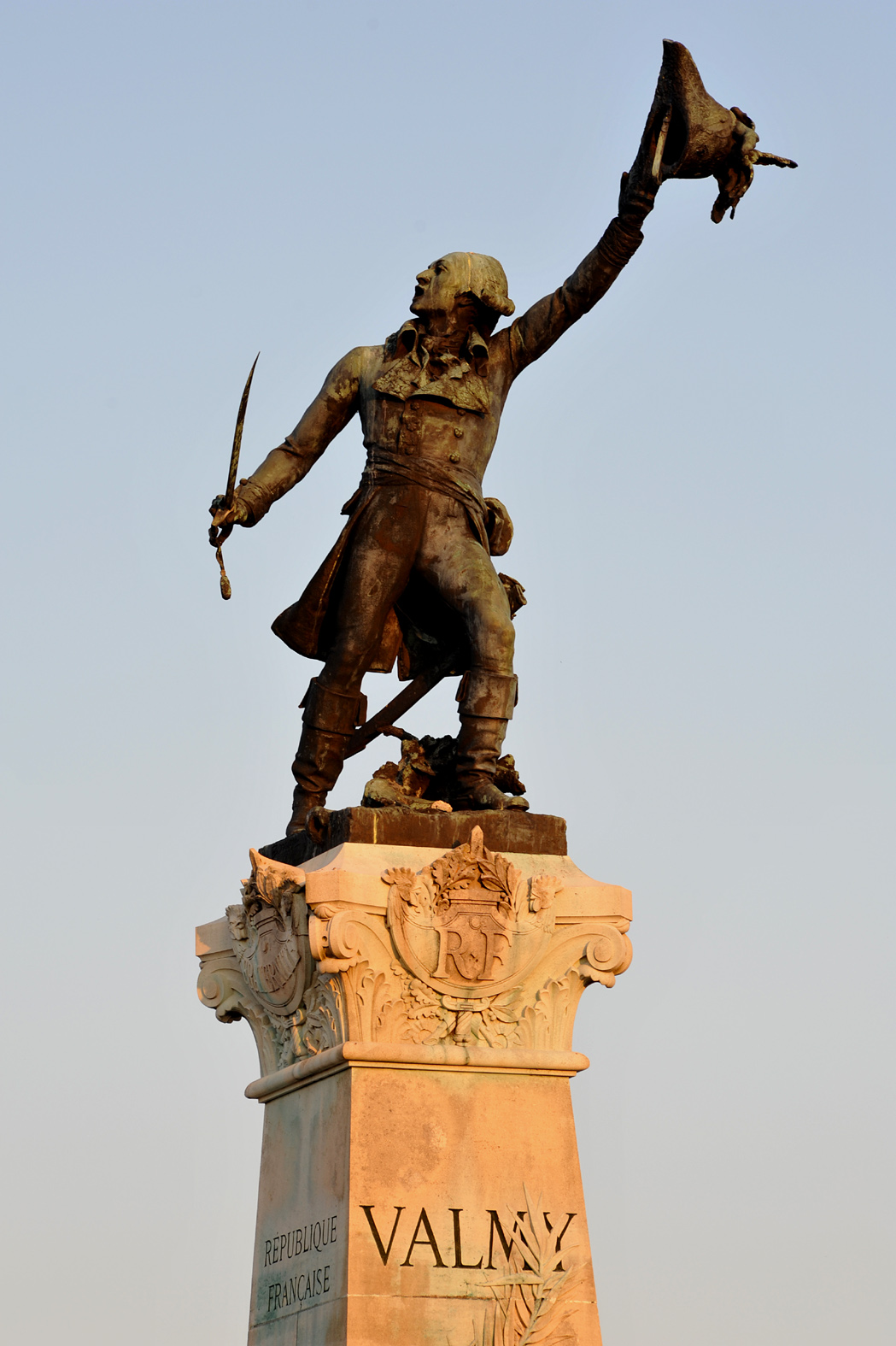
Obelisco di Valmy con statua di Kellermann

La battaglia di Valmy, da un punto di vista puramente militare è un evento quasi insignificante: le due parti, salvo qualche schermaglia in fase di apertura, si sono tenute a distanza l'una dall'altra, continuando a colpirsi con il solo fuoco dei cannoni. Anche caduti da entrambe le parti furono piuttosto limitati. Quello che cambiò in seguito alla battaglia fu l'atteggiamento dei francesi: in tutte le occasioni precedenti erano caduti nel panico alle prime difficoltà, a volte fuggendo in disordine alla vista del nemico. La battaglia di Valmy rappresentava il primo momento in cui l'esercito repubblicano era riuscito a mantenersi compatto ed efficiente di fronte alle avversità: per la prima volta il morale delle truppe era salito al termine di uno scontro.
Viceversa, per gli alleati, la battaglia era stata un boccone amaro da digerire: avevano contro un esercito privo di ufficiali esperti, composto da coscritti male addestrati in netta inferiorità numerica. L'esercito prussiano, divenuto celebre e temuto negli anni passati sotto la guida di Federico il Grande, doveva ritirarsi perché non capace di ottenere alcun vantaggio senza subire gravi perdite.